# Station Echt
Station Echt is het spoorwegstation van de Nederlandse stad Echt in de provincie Limburg.

## Gebouw
Het stationsgebouw stamt uit 1862. Het station is een Waterstaatstation van de vijfde klasse en is een van de achtendertig stations die ooit in deze klasse is gebouwd. Het gebouw is ontworpen door de ingenieur Karel Hendrik van Brederode en is een rijksmonument.
Het gebouw werd twee keer verbouwd, waarbij het zowel in de hoogte als in de breedte werd uitgebreid. Het was eigenlijk de bedoeling om ook dit gebouw te vervangen door het standaardtype sextant, waarvan er in de jaren 70 veel zijn gebouwd. De toenmalige gemeente Echt voorkwam dit echter.
Op het station zijn kaartautomaten aanwezig, maar kaarten zijn ook verkrijgbaar bij een postagentschap in Echt. In het stationsgebouw heeft een cafetaria gezeten, maar deze heeft zijn deuren moeten sluiten. Sinds eind 2011 is bloemenshop 't Station gevestigd in het stationsgebouw.

## Ligging
In deze gemeente bevindt zich nog een tweede station, namelijk station Susteren.

## Treinverbindingen
De volgende treinserie halteert in de dienstregeling 2025 te Echt:
| Serie       | Treinsoort         | Route                                                        | Bijzonderheden |
| ----------- | ------------------ | ------------------------------------------------------------ | -------------- |
| 32400 RS 12 | Stoptrein (Arriva) | Maastricht Randwyck – Maastricht – Sittard – Echt – Roermond |                |

In de late avond rijdt de laatste RS12-stoptrein richting Maastricht Randwyck niet verder dan Sittard.

## Voor- en natransport
Voor het station ligt een taxistandplaats, er is een fietsenstalling, er zijn fietskluizen aanwezig en er liggen parkeerplaatsen voor auto’s. Voor het stationsgebouw ligt een bushalte met bussen richting:
- Lijn 60: Echt - Pey - Pepinusbrug - Koningsbosch - Echterbosch - Maria Hoop
- Lijn 61: Roermond - Melick - Sint Odiliënberg - Montfort - Sint Joost - Hingen - Pey - Echt
- Lijn 67: Roermond - Herten - Linne - Maasbracht - Echt
- Lijn 68: Roermond - Herten - Linne - Maasbracht - Stevensweert - Ohé en Laak - Echt

Vanaf 1922 was er via een zijlijn een verbinding met de tramlijn Roermond - Sittard. In 1937 werd de tramlijn opgeheven en opgebroken. De zijlijn is echter nog tot 1964 gebruikt als bedrijfsaansluiting van pannenfabriek de Valk.

## Afbeeldingen

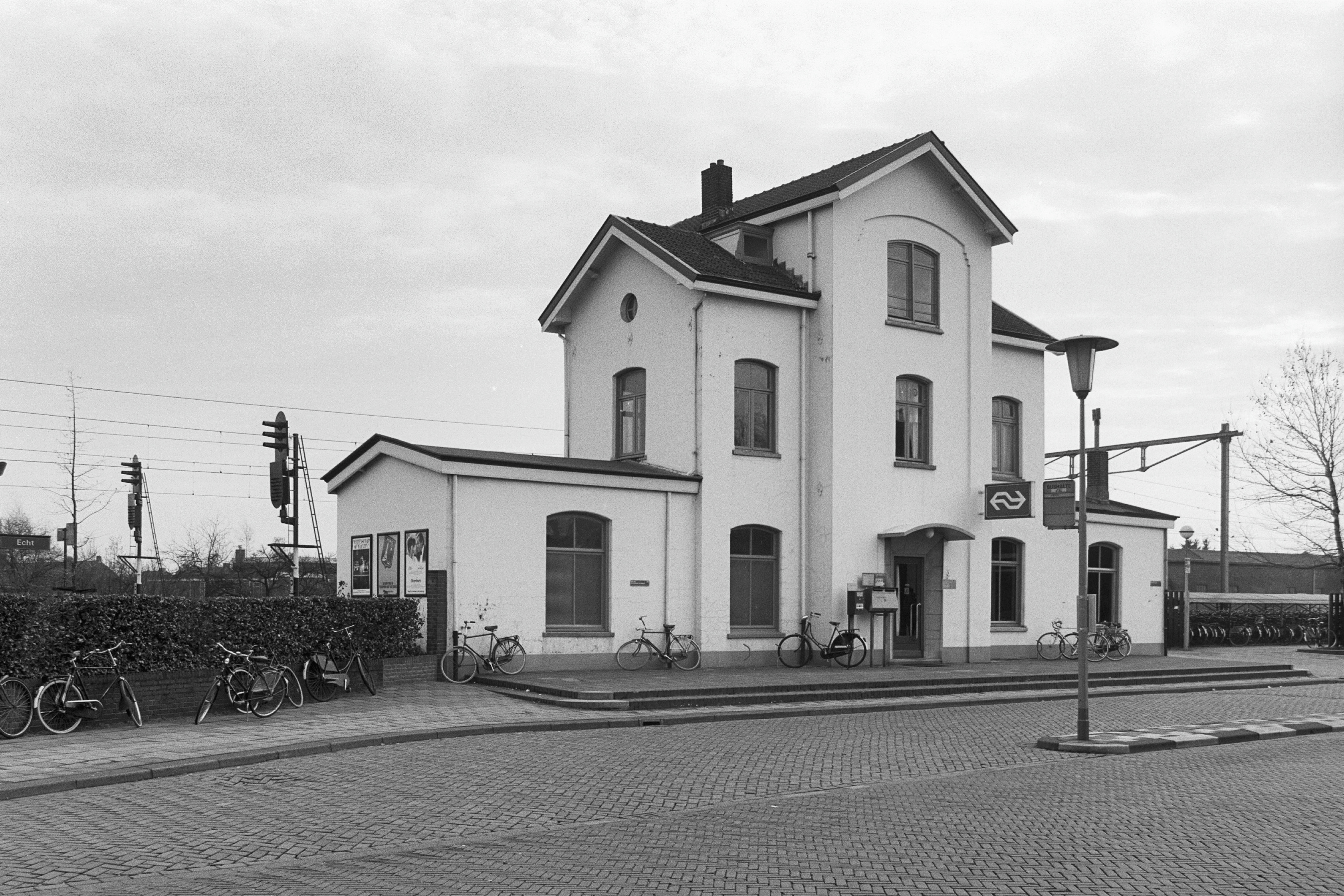
Het station in 1986
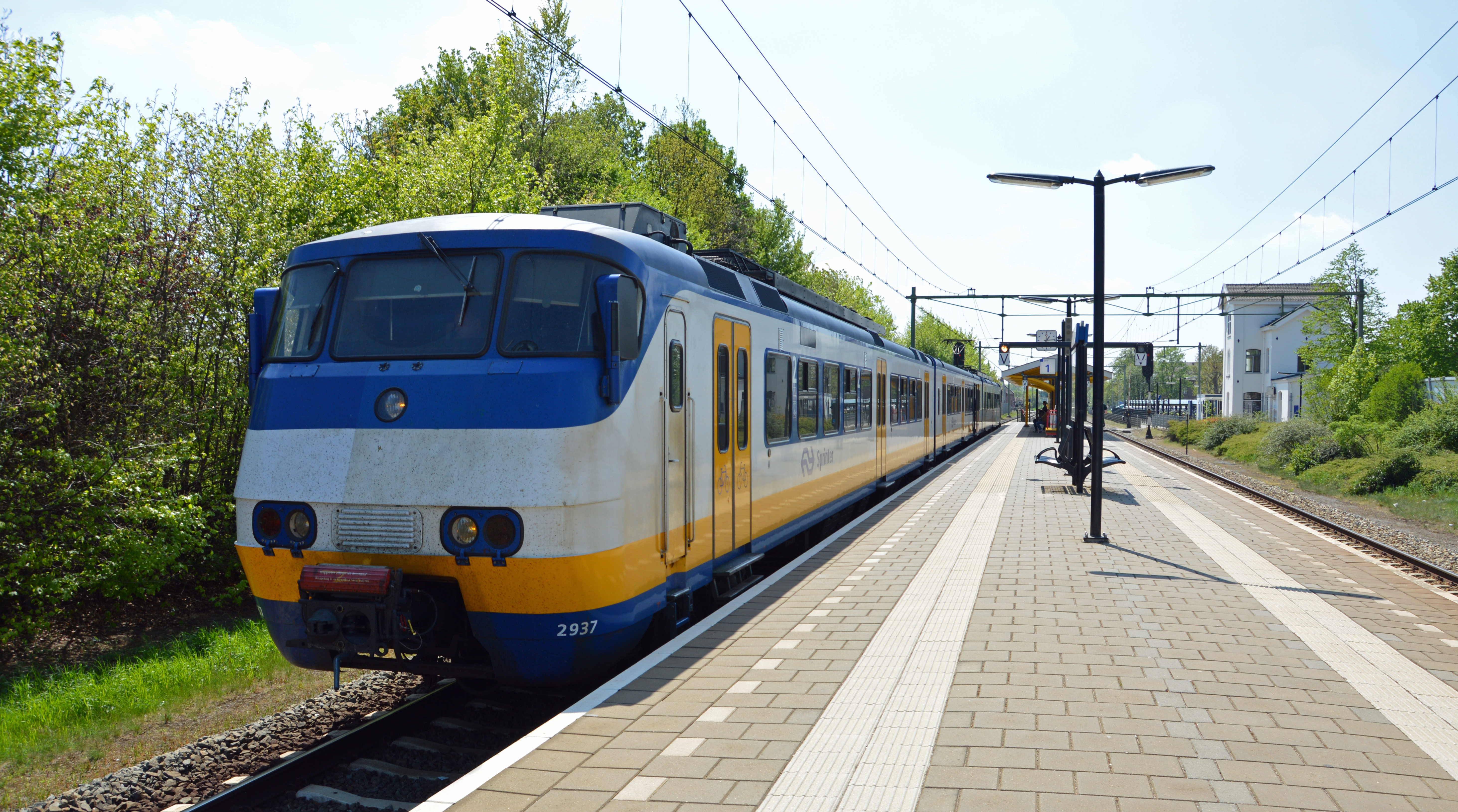
SGM op het station
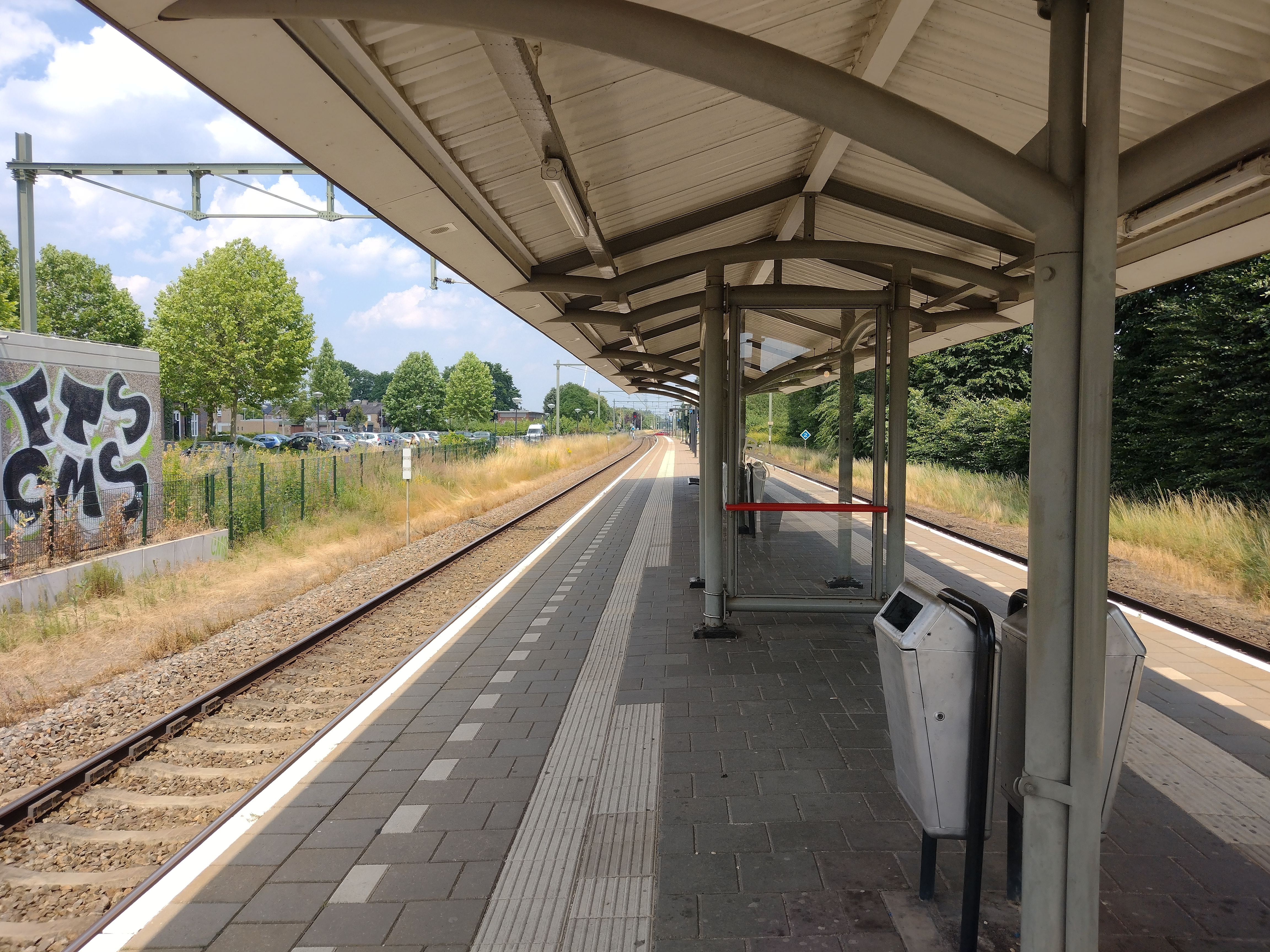
Het perron met overkapping
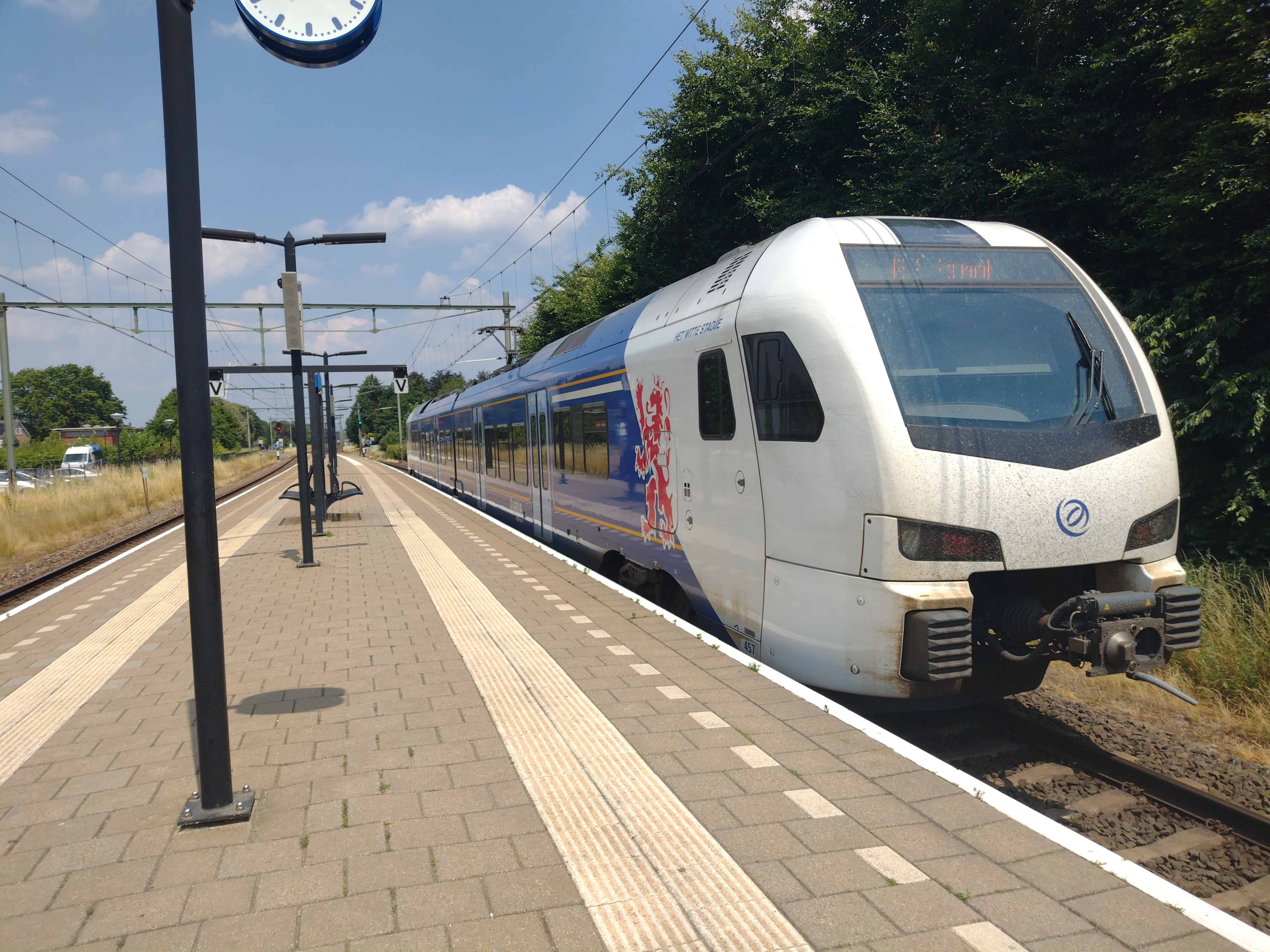
Arriva GTW op het station

Beek-Elsloo ·
Blerick · 
Bunde · 
Chevremont · 
Echt ·
Eijsden ·
Eygelshoven ·
-Markt · 
Geleen:
-Lutterade · 
-Oost · 
Heerlen ·
-Woonboulevard ·
Hoensbroek · 
Horst-Sevenum · 
Houthem-Sint Gerlach · 
Kerkrade Centrum ·
Klimmen-Ransdaal · 
Landgraaf · 
Maastricht ·
-Noord · 
-Randwyck · 
Meerssen ·
Mook-Molenhoek ·
Nuth · 
Reuver · 
Roermond ·
Schin op Geul · 
Schinnen · 
Sittard · 
Spaubeek · 
Susteren · 
Swalmen · 
Tegelen · 
Valkenburg · 
Venlo · 
Venray ·
Voerendaal · 
Weert
Voormalige stations: zie de lijst van voormalige spoorwegstations in Limburg (Nederland)